# الکساندر پلاتس

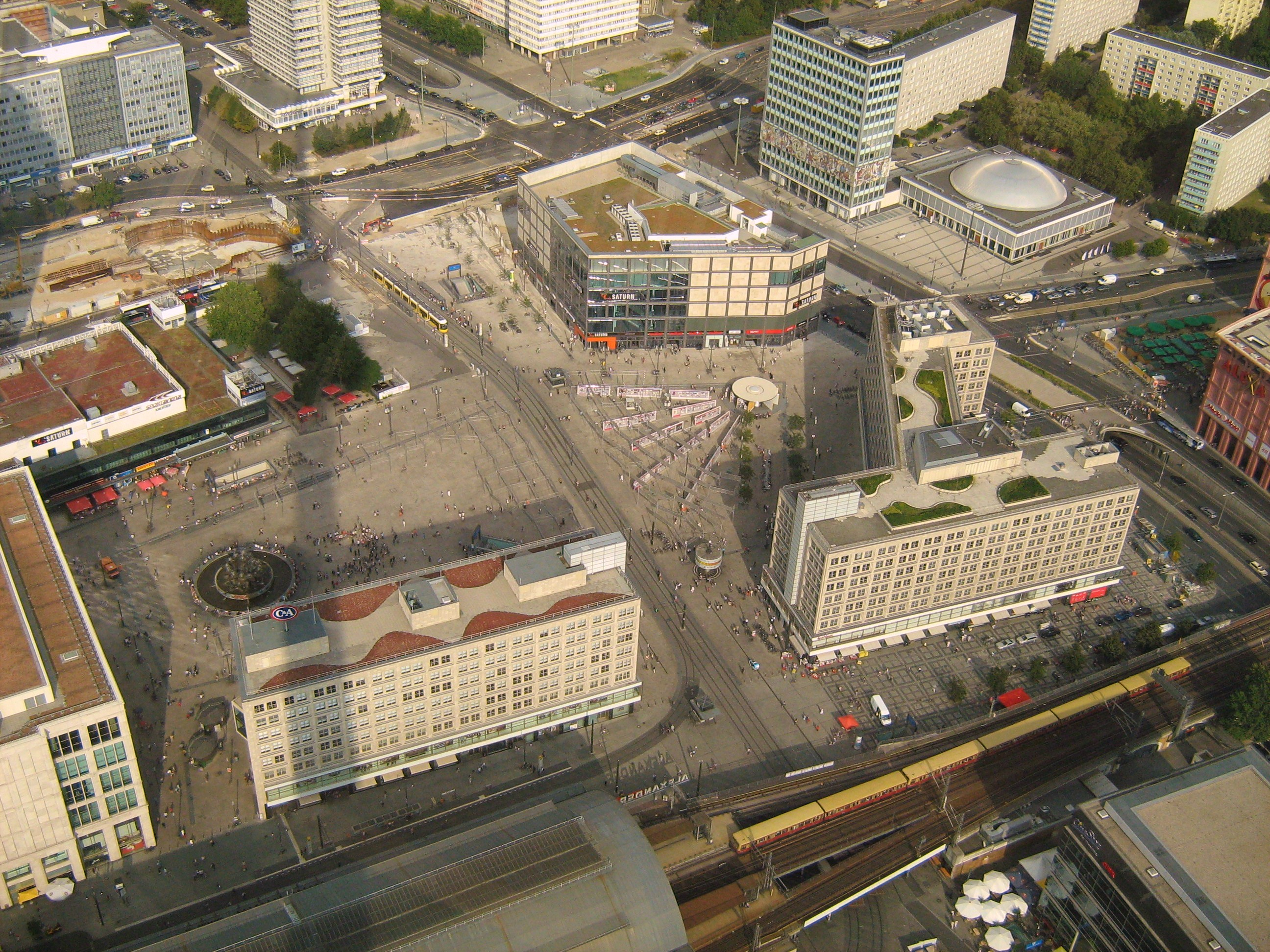
تصویری هوایی از میدان الکساندرپلاتس.

الکساندر پلاتس (به آلمانی: Alexanderplatz) از میدان‌های اصلی شهر برلین، پایتخت کشور آلمان است.

## فرهنگ عامه
کتاب برلین الکساندر پلاتس، اثر آلفرد دوبلین.

## نگارخانه

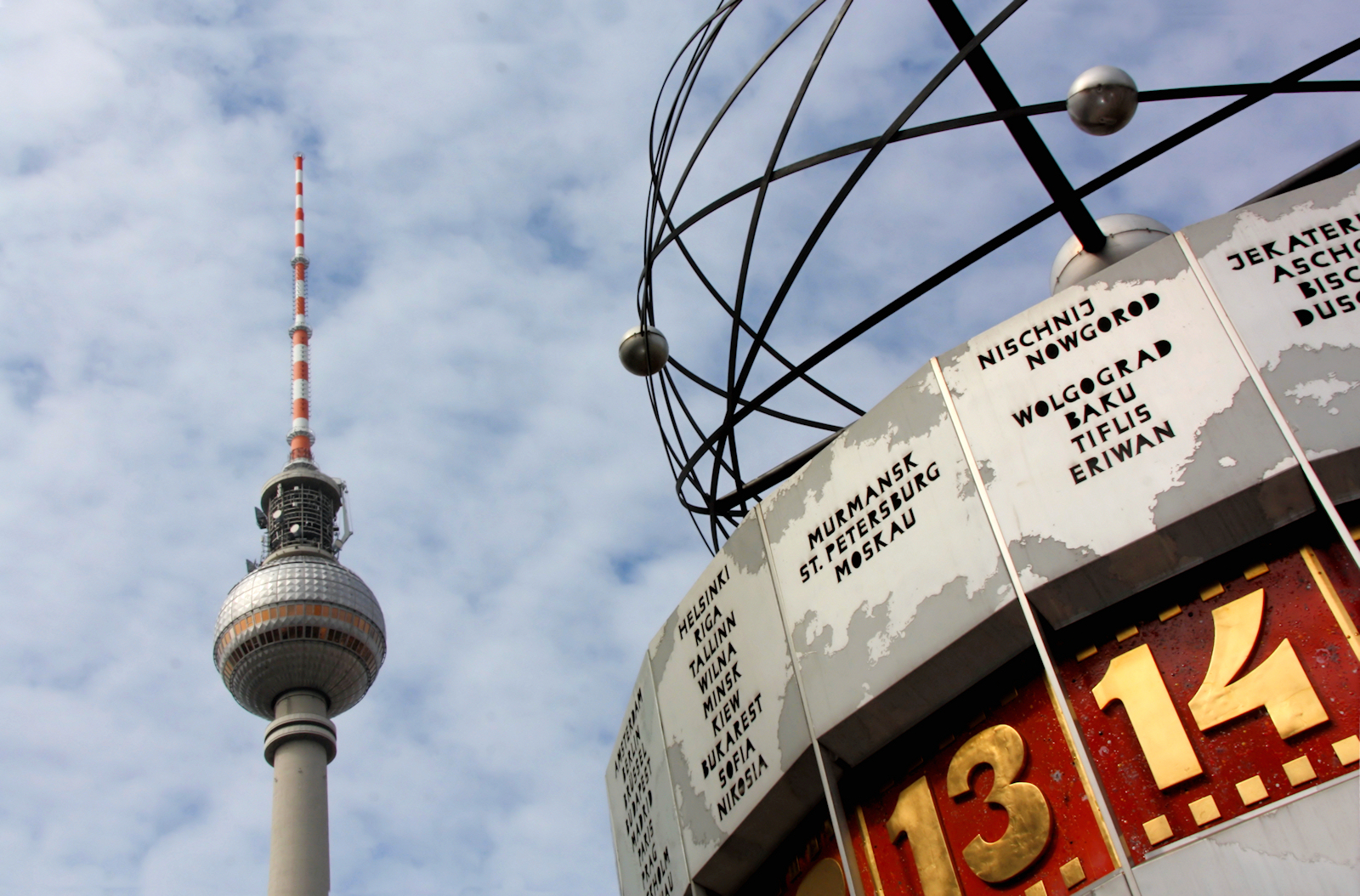
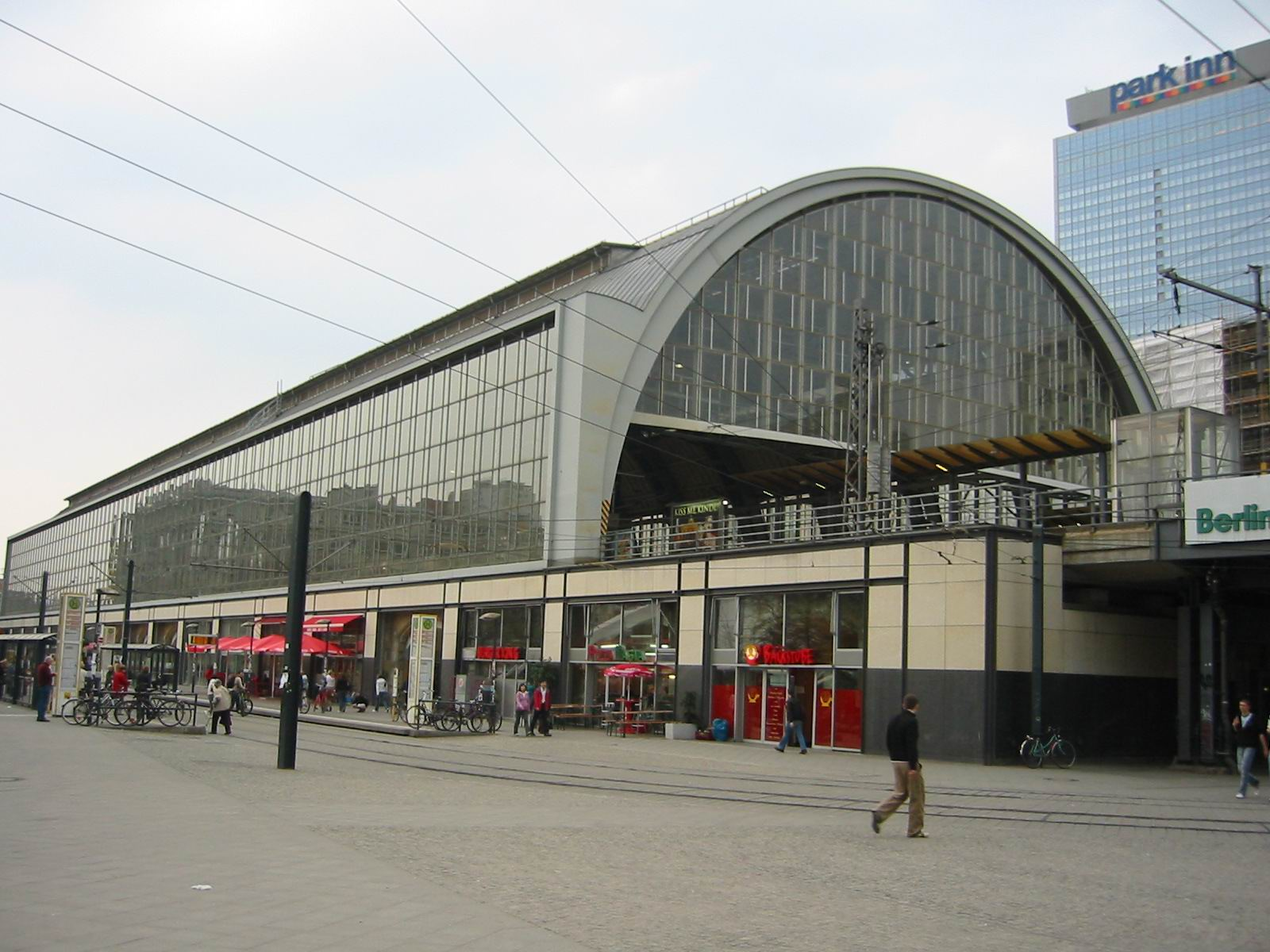
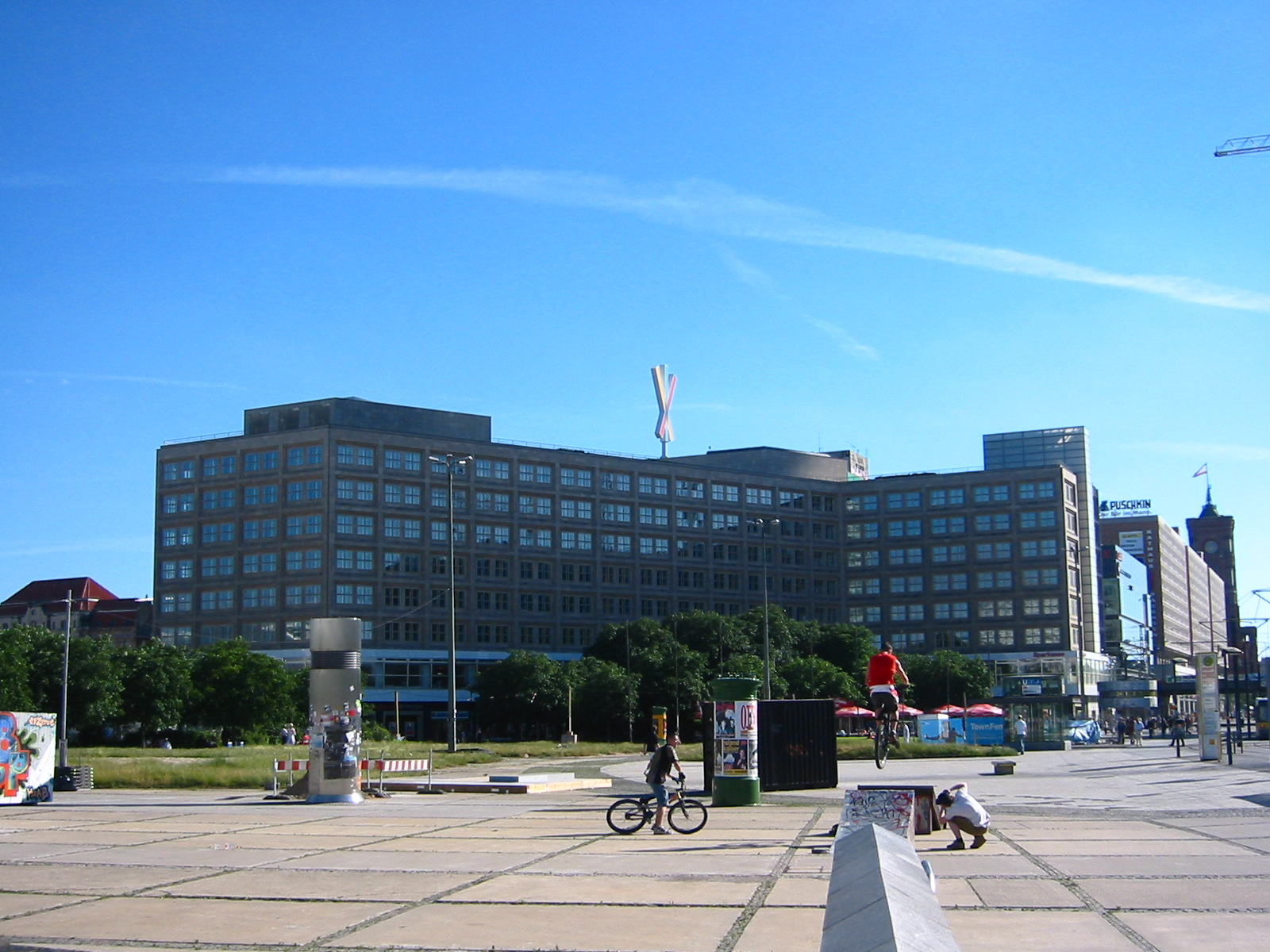
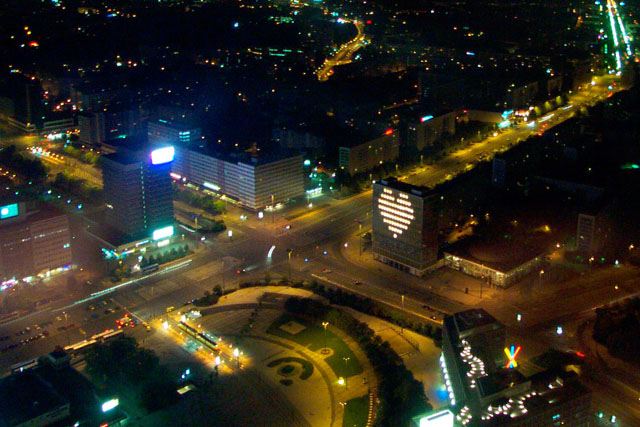
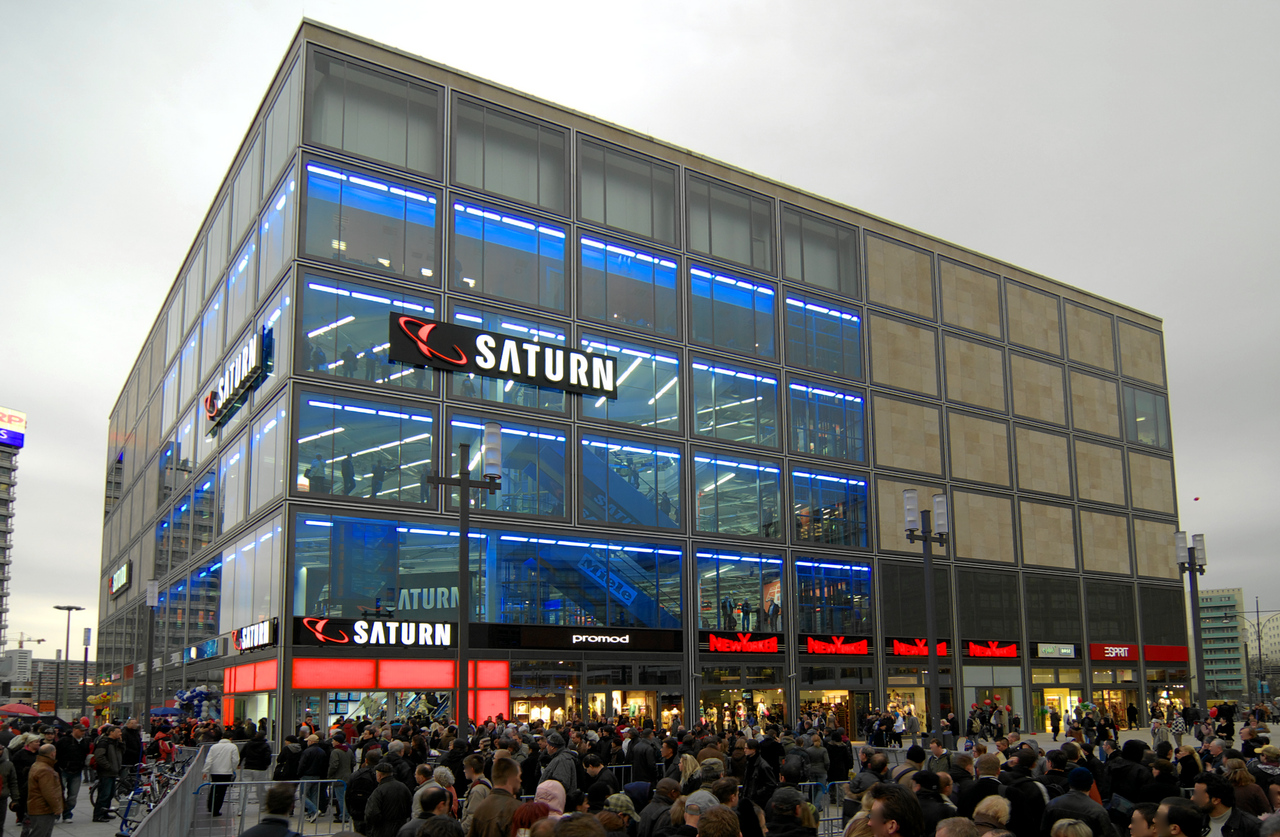
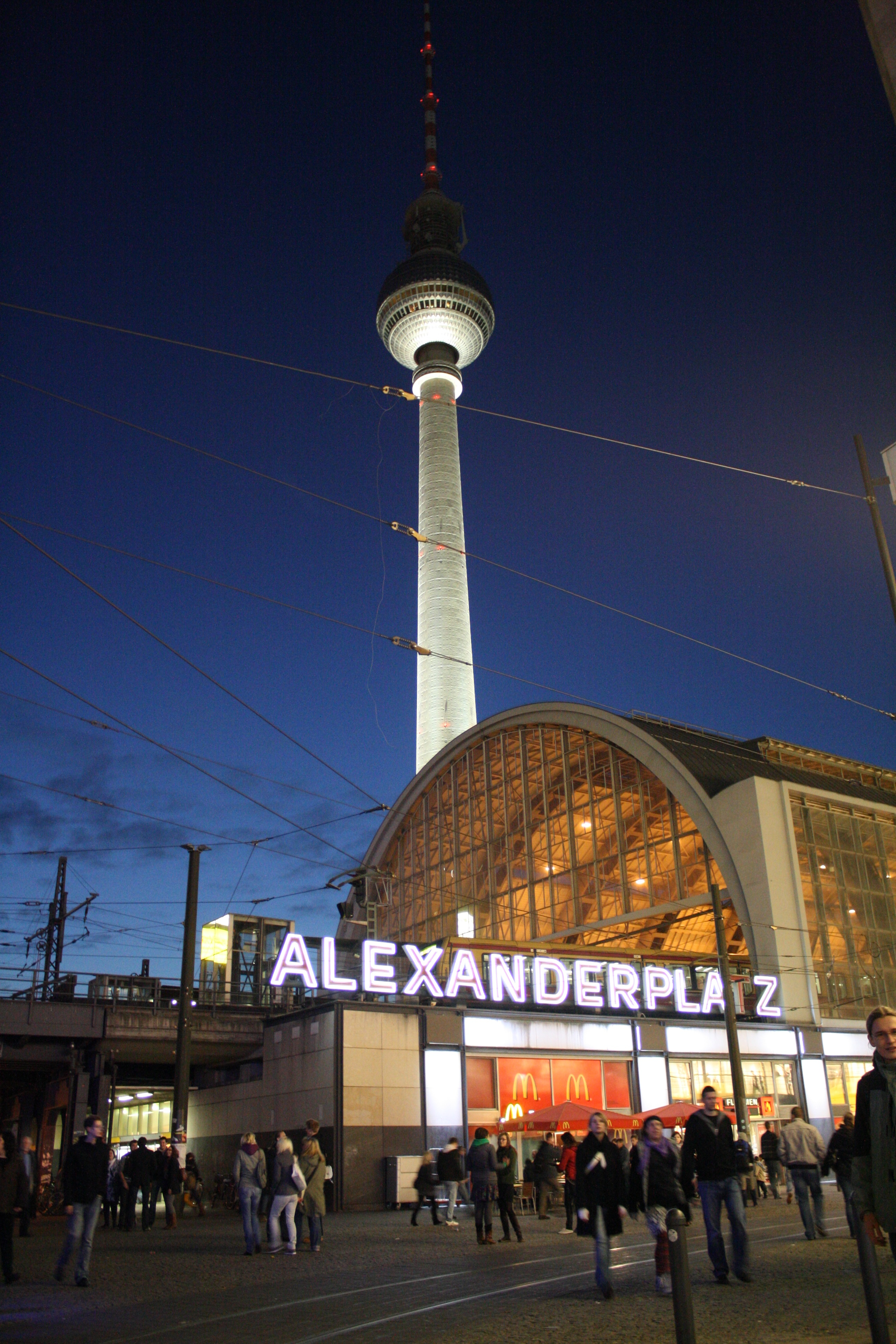